# Sierra Burgess Is a Loser
Sierra Burgess Is a Loser é um filme de comédia dramática americano dirigido por Ian Samuels e com roteiro de Lindsey Beer. O filme é uma releitura moderna da peça Cyrano de Bergerac, de 1897, de Edmond Rostand. É estrelado por Shannon Purser, Kristine Froseth, RJ Cyler, Noah Centineo, Will Peltz, Lea Thompson e Alan Ruck. O filme foi lançado em 7 de setembro de 2018, pela Netflix.

## Sinopse
Um caso de identidade equivocada resulta em um romance inesperado, quando a garota mais popular do ensino médio e a maior perdedora devem se unir para conquistar suas paixões.

## Enredo
Sierra (Shannon Purser) é inteligente e ambiciosa, esforçando-se para ser admitida na Universidade Stanford. Ela não é popular e não é considerada atraente. A popular colega Veronica (Kristine Froseth) tanto a critica quanto a insulta, ao que ela responde com sagacidade e evita com charme.
Jamey (Noah Centineo) é um belo jogador de futebol de outra escola secundária; ele não sabe que Veronica tem um "namorado" na faculdade, então Jamey pede seu telefone. Veronica quer desviar a atenção de Jamey, então ela dá a ele o número de telefone de Sierra como se fosse seu.
Jamey começa a enviar mensagens de texto, eles trocam mensagens e flertam. Embora Sierra perceba que Jamey acredita que ele está se comunicando com outra pessoa, ela desenvolve uma queda por ele. Na aula de banda, Sierra conta para seu melhor amigo Dan (RJ Cyler) que "conheceu um cara", explicando como isso aconteceu. Dan desaprova Sierra por ter escondido os fatos de Jamey; ele diz: "Chama-se catfishing e tenho quase certeza de que é ilegal". Sierra se defende dizendo que as decisões de Jamey de se envolver com ela foram baseadas exclusivamente em suas interações com ela, sozinho.
Sierra se aproxima de Veronica, chateada depois de ser abandonada por seu namorado da faculdade, Spence, porque ele a considera burra. Ela se oferece para ser tutora de Veronica, em troca de ajuda para continuar a falar com Jamey. Veronica concorda e elas começam a ter aulas particulares. Enquanto elas continuam se ajudando, Sierra aprende mais sobre a frustrante vida familiar de Veronica, e Veronica desenvolve apreço por Sierra. Veronica revela como seu pai abandonou sua mãe por uma jovem de 22 anos e como isso os afetou. Sua mãe autoritária a empurra para a liderança de torcida e para a popularidade. Uma noite, Jamey faz uma videochamada para Veronica, que aparece na tela da câmera enquanto Sierra fala atrás dela. A videochamada logo termina quando Jamey diz a ela que há atraso na voz e, assim que desligam, Sierra e Veronica riem juntas sobre o fato de que funcionou. Embora inicialmente frias uma com a outra, Veronica e Sierra acabam se tornando amigas.
Quando Jamey pede a Sierra (que ele acredita ser Veronica) um encontro, Veronica vai com ele como um favor para Sierra. No entanto, quando ele tenta beijá-la, ela diz a ele para fechar os olhos e Sierra o beija.
Antes de um jogo de futebol, Jamey beija Veronica. Ela fica com raiva dele por fazer isso, porque ela sente que está traindo Sierra. Jamey não entende porque ela está com raiva, Sierra testemunha o beijo e fica chateada. Como vingança, ela decide revelar que Veronica foi abandonada pelo ex-namorado. Durante o jogo de futebol, Veronica com raiva diz a Jamey a verdade, e quando Sierra fica em pânico, ela tenta se defender e explicar, ele reconhece sua voz. Chocado, ele diz a Sierra e Veronica para ficarem longe dele e ele vai embora.
Sierra escreve uma música chamada "Sunflower" e a envia para Veronica como um pedido de desculpas. Veronica confronta sua mãe, dizendo que ela precisa ser ela mesma. Então ela encontra com Jamey para fazê-lo ouvir a música e dizer a ele que Sierra é uma ótima garota. Jamey decide perdoar Sierra e levá-la ao baile, trazendo-lhe um girassol. Jamey expressa seus sentimentos por Sierra, dizendo que ela é exatamente o seu tipo. Eles se beijam novamente e vão para o baile juntos. No baile, Veronica e Sierra se vêem. Sem dizer uma palavra, elas se reconciliam compartilhando um abraço e Dan se junta a elas.

## Elenco
- Shannon Purser como Sierra Burgess, uma adolescente brilhante, mas sem popularidade
- Kristine Froseth como Veronica, uma líder de torcida popular e, eventualmente, uma garota malvada reformada
- Noah Centineo como Jamey, um quarterback do colégio e interesse amoroso acidental de Sierra
- RJ Cyler como Dan, o melhor amigo de Sierra
- Loretta Devine como Sra. Thomson, professora de inglês de Sierra
- Giorgia Whigham como Chrissy, amiga de Veronica e também líder de torcida
- Alice Lee como Mackenzie, amiga de Veronica e também líder de torcida
- Lea Thompson como Jules Osborn-Burgess, a mãe de Sierra
- Alan Ruck como Stephen Burgess, o pai de Sierra
- Mary Pat Gleason como Conselheira Stevens, orientadora do ensino médio de Sierra
- Chrissy Metz como Trish, a mãe arrogante e distante de Veronica
- Elizabeth Tovey como Brody, a irmã gêmea mais nova de Veronica
- Mariam Tovey como Scooter, a irmã gêmea mais nova de Veronica
- Matt Malloy como Professor de Biologia
- Will Peltz como Spence
- Geoff Stults como Treinador Johnson
- Wolfgang Novogratz como Drew
- Chrissy Metz como mãe de Veronica
- Joey Morgan como Topher

## Produção

### Desenvolvimento
O filme foi anunciado pela primeira vez em setembro de 2016 como uma releitura moderna de Cyrano de Bergerac, foi dirigido por Ian Samuels a partir de um roteiro de Lindsey Beer (Chaos Walking). Ben Hardy foi escalado para interpretar o papel principal masculino. No mesmo anúncio, foi revelado que Molly Smith e Thad Luckinbill da Black Label Media (Sicario, La La Land) produziriam o filme, com produção executiva de Beer. Em 18 de janeiro de 2018, foi anunciado que a Netflix adquiriu os direitos do filme.

### Seleção de elenco
Em dezembro de 2016, RJ Cyler foi escalado como o melhor amigo da personagem principal. Em 5 de janeiro de 2017, Shannon Purser foi escalada como Sierra Burgess, e no dia seguinte, Kristine Froseth foi escalada para um papel coadjuvante. Mais tarde naquele mesmo mês, Will Peltz também foi adicionado. Em 1 de fevereiro de 2017, Noah Centineo foi escalado como o protagonista masculino, substituindo Ben Hardy, que já havia sido anteriormente escolhido para o papel. Também em fevereiro de 2017, Lea Thompson e Alan Ruck se juntaram ao filme como os pais da personagem principal.

### Trilha sonora
Em julho de 2017, o compositor e músico Leland anunciou que havia concluído a trilha sonora do filme, com Bram Inscore. Além disso, ele afirmou que a dupla também coescreveu uma música com Troye Sivan e Allie X que seria apresentada no filme. O grupo coescreveu uma canção com a roteirista do filme, Lindsey Beer, intitulada "Sunflower", uma canção original escrita no roteiro e interpretada por Shannon Purser.

## Lançamento
O filme foi lançado em 7 de setembro de 2018, pela Netflix.

## Recepção
No Rotten Tomatoes, o filme tem uma taxa de aprovação de 59% com base em 39 avaliações, com uma média de 5,7/10. O consenso crítico do site diz: "Sierra Burgess Is a Loser, mas seu filme está bom - em grande parte graças ao trabalho de Shannon Purser no papel-título, que é forte o suficiente para contrariar uma narrativa desigual." No Metacritic, o filme tem uma pontuação média ponderada de 60 em 100, com base em 14 críticos, indicando "críticas mistas ou médias".
O filme foi criticado por alguns por romantizar certas escolhas de personagem da protagonista, Sierra Burgess, especificamente seu catfishing e compartilhar um beijo não consensual com seu interesse amoroso, hacking, cyberbullying e maltratar seu amigo, além de fingir ser surda com apoio de um de seus amigos. Hannah Giorgis, do The Atlantic, criticou o filme de forma semelhante, afirmando que "decepcionantemente falha em indiciar o comportamento enganoso da protagonista".